# For Once in My Life (альбом Кармен Макрей)
For Once in My Life — студийный альбом американской певицы Кармен Макрей, выпущенный в 1967 году на лейбле Atlantic Records. Аранжировщиком выступил Джонни Китинг. Запись была сделана в Лондоне на Olympic Studios. Пластинка состоит в основном из современных популярных песен Берта Бакарака, Брайана Уилсона, The Beatles и Баффи Сент-Мари.

## Отзывы критиков
| Оценки критиков               | Оценки критиков |
| Источник                      | Оценка          |
| ----------------------------- | --------------- |
| AllMusic                      | [ 4 ]           |
| Encyclopedia of Popular Music | [ 5 ]           |
| The Penguin Guide to Jazz     | [ 6 ]           |

Тим Сендра из AllMusic пишет: «На первый взгляд можно подумать, что это просто неопытная попытка запрыгнуть на попсовую подножку. Голос Макрей уже не такой приятный, как раньше, но она, как всегда, великолепно интерпретирует песни. Хотя здесь не так уж много джаза, поклонников McRae не должны отпугивать песни или эпоха, поскольку на самом деле это один из лучших альбомов, которые она записала во второй половине своей карьеры». В рецензии журнала Billboard отметили, что «Макрей идёт по новому пути, выбирая репертуар из текущего поп-каталога и английского аранжировщика Джонни Китинга для поддержки, и это работает эффективно. Её мастерство исполнения лучше, чем когда либо и это даёт её первому альбому для Atlantic хороший шанс на взлёт». Из ревью журнала Cash Box: «Кармен Макрей исполняет подборку поп-мелодий, которые её поклонникам придутся по душе. Тон артистки мягкий и правдивый, и она даёт содержательную интерпретацию текстам песен. Действительно качественная работа». Рецензент журнала Stereo Review Рекс Рид: «Это прекрасный опыт прослушивания, демонстрирующий голос Кармен в лучшей, более расслабленной, более контролируемой форме, чем я когда-либо слышал. Я часто был разочарован её выступлениями „вживую“, потому что у неё есть тенденция говорить во весь голос и без обаяния, отдавая мало себя аудитории. Но на таких записях, как эта всё, что вам нужно сделать, это раствориться в её вокальной индивидуальности и следовать за ней. Диск ещё более примечателен тем, что ни джазовый гений певца, ни бурлящий поток современной рок-музыки не скомпрометирован. Всё работает. Мисс Кармен Макрей — настоящий подарок для звукозаписывающего бизнеса, и какой подарок для всех нас — эта потрясающая коллекция волнующей музыки».

## Список композиций
1. «For Once in My Life» (Рон Миллер, Орландо Мурден) — 3:08
2. «Don’t Talk» (Тони Ашер, Брайан Уилсон) — 2:10
3. «Until It’s Time for You to Go» (Баффи Сент-Мари) — 3:03
4. «Got to Get You into My Life» (Джон Леннон, Пол Маккартни) — 2:35
5. «Our Song» (Тони Кларк, Умберто Бинди, Ниса Калифано) — 2:37
6. «Come Live With Me» (Джонни Китинг, Леа Уорт) — 3:11
7. «The Look of Love» (Берт Бакарак, Хэл Дэвид) — 2:56
8. «It’s Not Going That Way» (Джонни Китинг, Леа Уорт) — 2:37
9. «I Just Wasn’t Made for These Times» (Тони Ашер, Брайан Уилсон) — 2:57
10. «Worlds of Time» (Джордж Дэвид Вайс) — 3:00
11. «Flying» (Кэролин Ли, Майк Столлер) — 2:46